# Homalomena humilis
Homalomena humilis là một loài thực vật có hoa trong họ Ráy (Araceae). Loài này được (Jack) Hook.f. mô tả khoa học đầu tiên năm 1893.